# Мазанцева, Ольга Васильевна
Ольга Васильевна Мазанцева — передовик сельхозпроизводства, доярка совхоза «Новоизборский» Печорского района Псковской области, общественный деятель. Герой Социалистического Труда (1986). 

## Биография
Ольга Васильевна родилась 24 июля 1931 года в деревне Лесицко Печорского уезда, переданного в соответствии с Тартуским мирным договором первой Эстонской Республике (ныне — на территории Печорского района Псковской области России). После прихода в эти земли советской власти местному населению была навязана коллективизация — нажитое Мазанцевыми добро было изъято, остались лишь одна корова и небольшой участок земли возле дома. Желая дочери лучшей доли, родители отправили Ольгу в Таллин к тётке. Здесь девушка окончила школу и устроилась ученицей мастера элитного швейного ателье мод.
Несмотря на то, что Ольге нравилась работа портнихи, городской уклад сильно тяготил её. После пяти лет проживания в Таллине девушка вернулась в деревню, где вскоре в клубе познакомилась с местным техником и вышла за него замуж. Впоследствии у пары родилось двое сыновей. Поселившись в Луках, Ольга на дому принялась принимать заказы на шитьё или ремонт одежды, однако такая работа в деревне не считалась серьёзным занятием, и в 1956 году она устроилась в колхоз «Новоизборский» дояркой.
Год от года набираясь опыта, Ольга Васильевна достигла высокого мастерства в своей профессии и стала занимать призовые места как в районных, так и в областных соревнованиях работников ферм. В 1965 году колхоз был преобразован в совхоз — на ферму пришла механизация в виде автоматической дойки и транспортёра для уборки навоза; последовало и увеличение надоев молока. Мазанцева одна из первых на Псковщине поддержала почин эстонской доярки Лейды Пейпс и уже в 1970-е добилась постоянных валовых надоев, превышающих одну тонну молока, или по четыре тысячи литров в среднем от одной коровы. За высокие результаты по итогам седьмой пятилетки Ольга Васильевна была награждена орденом «Знак Почёта», а за восьмую и десятую пятилетки — орденами Ленина.
В 1981 году Мазанцева надоила по 4996 килограммов молока в среднем от одной из 30 закреплённых за ней коров, в 1982 году превысила показатель в 5000 килограммов, а наивысших результатов достигла в 1985 году — средний надой составил 5055 килограммов. Как итог, задание одиннадцатой пятилетки Ольга Васильевна выполнила за 3 года и 9 месяцев, надоив сверх плана 156 тонн.
Указом Президиума Верховного Совета СССР от 29 августа 1986 года «за выдающиеся производственные достижения, успешное выполнение заданий одиннадцатой пятилетки и социалистических обязательств и проявленную трудовую доблесть» Мазанцевой Ольге Васильевне было присвоено звание Героя Социалистического Труда со вручением ордена Ленина и золотой медали «Серп и Молот». Таким образом, Ольга Васильевна стала последним Героем Соцтруда на Псковщине и единственным жителем области, награждённым тремя орденами Ленина.
Ольга Васильевна выполняла также общественную и политическую работу. Она избиралась делегатом XXVI съезда КПСС, депутатом Псковского областного, Печорского районного и сельского Советов депутатов.